# محراب شاهرخی
مهراب شاهرخی (متولد ۱۳۲۲ در سربندر – درگذشته ۱۳۷۱) فوتبالیست و مربی پیشین باشگاه فوتبال شاهین تهران و پرسپولیس و همچنین تیم ملی ایران بود.
او به همراه تیم ملی موفق به صعود به المپیک ۱۹۶۴ توکیو شد اما یک اختلاف میان باشگاه شاهین و فدراسیون فوتبال باعث شد تا از حضور در المپیک محروم شود.
مهراب شاهرخی در سال ۱۳۴۵ در پی یک اختلاف کوچک از شاهین جدا شد و به باشگاه دارایی پیوست، اما با انحلال شاهین و تشکیل تیم فوتبال پرسپولیس به جمع دوستان دیرین خود بازگشت. شاهرخی تا سال ۱۳۵۳ در تیم پرسپولیس بازی کرد.
وی در سال ۱۳۵۴ به همراه ناظم گنجاپور مربی‌گری تیم شهباز را که تازه به دسته اول تخت جمشید صعود کرده بود برعهده گرفت.

## پیشینه
شاهرخی در سالهای نوجوانی به همراه ناظم گنجاپور و اکبر افتخاری بازیکن باشگاه "کلوپ شنای اهواز" بود . هر سه همکلاسی از ۲۰ سالگی به باشگاه‌های بزرگ پایتخت پیوستند، هر سه به تیم ملی رسیدند. محراب به شاهین تهران پیوست و در حالی که هنوز چند ماه با سن ۲۰ سالگی فاصله داشت، به دعوت حسین فکری ملی‌پوش شد. دوازدهم مهر ۱۳۴۲ در مسابقات مقدماتی المپیک توکیو مقابل پاکستان به زمین رفت و گل اول ایران را به ثمر رساند.

## سالهای حضور در پرسپولیس
مهراب همزمان با بازی در پست دفاع راست و چپ، در خط میانی هم بکار گرفته می‌شد. او دو بار هم جام تخت جمشید را با پرسپولیس بدست آورد اما با وجودی که دوست داشت با پیراهن قرمز از فوتبال خداحافظی کند، در سال ۵۴ از این تیم جدا شد.
شاهرخی پس از رفتن ایوان ایوانوویچ کونف (سرمربی اهل شوروی) و منصور امیرآصفی، سرمربی پرسپولیس شد و از تابستان ۵۶ تا زمستان ۶۰ سرمربی پرسپولیس ماند. بخشی از این زمان، در گرماگرم انقلاب به تعطیلی فوتبال گذشت. او پرسپولیس را در لیگ ۵۶ به عنوان دوم رساند. سال ۵۷ نیز در همین رتبه بودند که به خاطر رخدادهای انقلاب ۵۷، لیگ تخت جمشید به پایان نرسید. جام «شهید اسپندی» اولین دوره مسابقات رسمی بعد از انقلاب بود. مهراب پرسپولیس را در این مسابقات به قهرمانی رساند. سال ۶۰ در جام باشگاه‌های تهران دوم شدند که البته جام قهرمانی فقط به خاطر تعیین نتیجه ۳-۰ مقابل هما از دست رفت. زیرا سازمان تربیت بدنی قصد داشت اسم پرسپولیس را به نام «شهید چمران» تغییر دهد که مهراب هم به نشانه اعتراض، تیمش را مقابل هما به میدان نفرستاد. آن سال پرسپولیس در فینال جام حذفی هم در ضربات پنالتی به شاهین باخت.
یک رخداد در شیراز، بهانه «عزل انقلابی» سرمربی پرسپولیس را به دست مخالفانش داد. پرسپولیسی‌ها در شیراز، مهمان علیرضا حیدری مهاجم تیمشان بودند که اتفاقاتی رخ می‌دهد که شرح آن جایی ثبت نشده است. مهدی حدادپور مورخ فوتبال درباره ماجرای شیراز می‌نویسد: «بهانه به دست بدخواهان داد، به مهراب گفتند تا آب‌ها از آسیاب نیفتاده در خانه بمان و بیرون نیا تا همه چیز تمام شود.» در بازگشت به تهران، محمد دادکان که مهراب را مقصر آن ماجرا می‌دانست، اعتقاد داشت رفتار مهراب با فضای انقلابی همخوانی ندارد. دادکان قبل از بازی پرسپولیس مقابل تیم ملی لیبی در جام بین‌المللی وحدت، سوت را در تمرینات از مهراب گرفته و به علی پروین می‌دهد.
مهراب شاهرخی که فوتبال حرفه‌ای را با شاهین آغاز کرده بود، سال ۶۳ با عنوان سرمربی شاهین به پایان رساند. آن سال نیز مسابقات نیمه تمام ماند.

## بازیگری سینما
مهراب شاهرخی در سال ۱۳۵۵ در فیلم علف‌های هرز به کارگردانی فرزان دلجو هم بازی کرد. او در این فیلم به دلیل ابتلا به بیماری «سرطان مغز» جانش را از دست می‌دهد.

## درگذشت
مهراب شاهرخی در سال ۱۳۷۱ و در حالی که ۴۹ سال بیشتر نداشت، با سکته مغزی درگذشت. 